# Le Boulvé
Le Boulvé korábbi község Franciaországban, Lot megyében. Lakosainak száma 187 fő (2018. január 1.). Le Boulvé Bélaye, Belmontet, Fargues, Floressas, Grézels, Saint-Matré és Sérignac községekkel határos.
2019. január 1-jén három másik korábbi községgel egyesült és az így létrejött Porte-du-Quercy új község része lett.

## Népesség
A település népességének változása:
| Lakosok száma | 192  | 196  | 198  | 191  | 187  |
|               | 2013 | 2015 | 2016 | 2017 | 2018 |